# Clonaria brunneri
Clonaria brunneri är en insektsart som beskrevs av Kirby 1904. Clonaria brunneri ingår i släktet Clonaria och familjen Diapheromeridae. Inga underarter finns listade i Catalogue of Life.